# Melicleptria
Melicleptria là một chi bướm đêm thuộc họ Noctuidae.